# 拉赖
拉赖（法語：Raray，法語發音：[ʁaʁɛ]）是法国瓦兹省的一个市镇，属于桑利斯区。

## 地理
拉赖（49°15'35"N, 2°42'52"E）面积6.72 平方千米，位于法国上法蘭西大區瓦兹省，该省份为法国北部内陆省份，北起索姆省，西接厄尔省和滨海塞纳省，南至塞纳-马恩省和瓦兹河谷省，东临埃纳省。
与拉赖接壤的市镇（或旧市镇、城区）包括：韦尔伯里、布拉瑟斯、内里、吕利、圣瓦斯特德隆蒙、韦尔伯里新城。

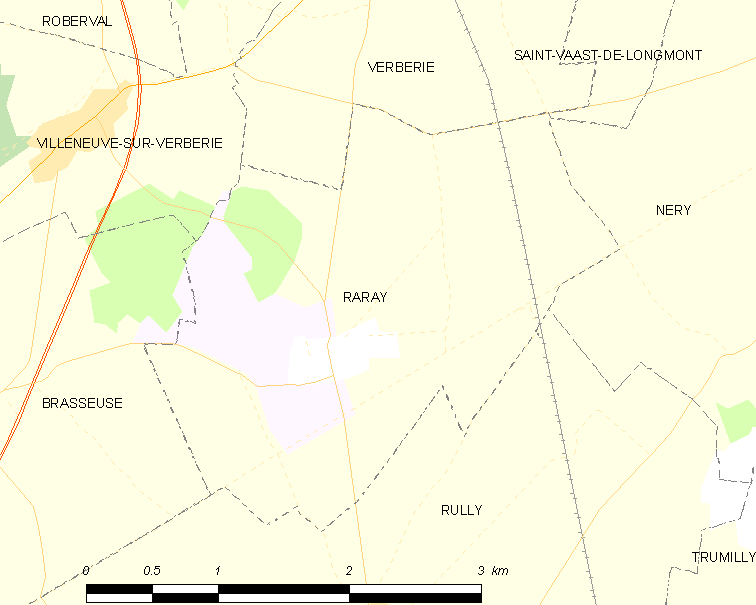
拉赖的OSM定位图

拉赖的时区为UTC+01:00、UTC+02:00（夏令时）。

## 行政
拉赖的邮政编码为60810，INSEE市镇编码为60525。

## 政治
拉赖所属的省级选区为蓬圣马克桑斯县。

## 人口

1962-2008年间拉赖人口变化图示

拉赖于2022年1月1日时的人口数量为121人。